# Malamivka, Kremenciuk
Malamivka (în ucraineană Маламівка) este un sat în comuna Bilețkivka din raionul Kremenciuk, regiunea Poltava, Ucraina.

## Demografie
Componența lingvistică a localității Malamivka
     Ucraineană (96,69%)
     Rusă (3,31%)
Conform recensământului din 2001, majoritatea populației localității Malamivka era vorbitoare de ucraineană (96,69%), existând în minoritate și vorbitori de rusă (3,31%).